# Fruttosio 1,6-bisfosfato
Il fruttosio 1,6-bisfosfato (o fruttosio 1,6-difosfato) è un composto chimico costituito da un fruttosio fosforilato in C1 e C6, ovvero con un gruppo fosfato sul carbonio 1 e sul carbonio 6.
È un composto intermedio della glicolisi e della gluconeogenesi.